# Hipólito Leopoldo Agudelo
Hipólito Leopoldo Agudelo (* 9. April 1864 in Corrales; † 23. Mai 1933 in Pasto) war ein kolumbianischer römisch-katholischer Geistlicher und Bischof von Pasto.

## Leben
Hipólito Leopoldo Agudelo empfing nach dem Studium der Philosophie und der Katholischen Theologie das Sakrament der Priesterweihe. Später wirkte er als Generalvikar des Bistums Tunja und als Domherr an der Kathedrale von Tunja.
Am 2. September 1930 ernannte ihn Papst Pius XI. zum Bischof von Pasto. Der Apostolische Nuntius in Kolumbien, Erzbischof Paolo Giobbe, spendete ihm am 6. Januar 1931 in der Kathedrale der Unbefleckten Empfängnis in Bogotá die Bischofsweihe; Mitkonsekratoren waren der Bischof von Ibagué, Pedro María Rodríguez Andrade, und der Bischof von Garzón, José Ignacio López Umaña.